# Górno (województwo podkarpackie)

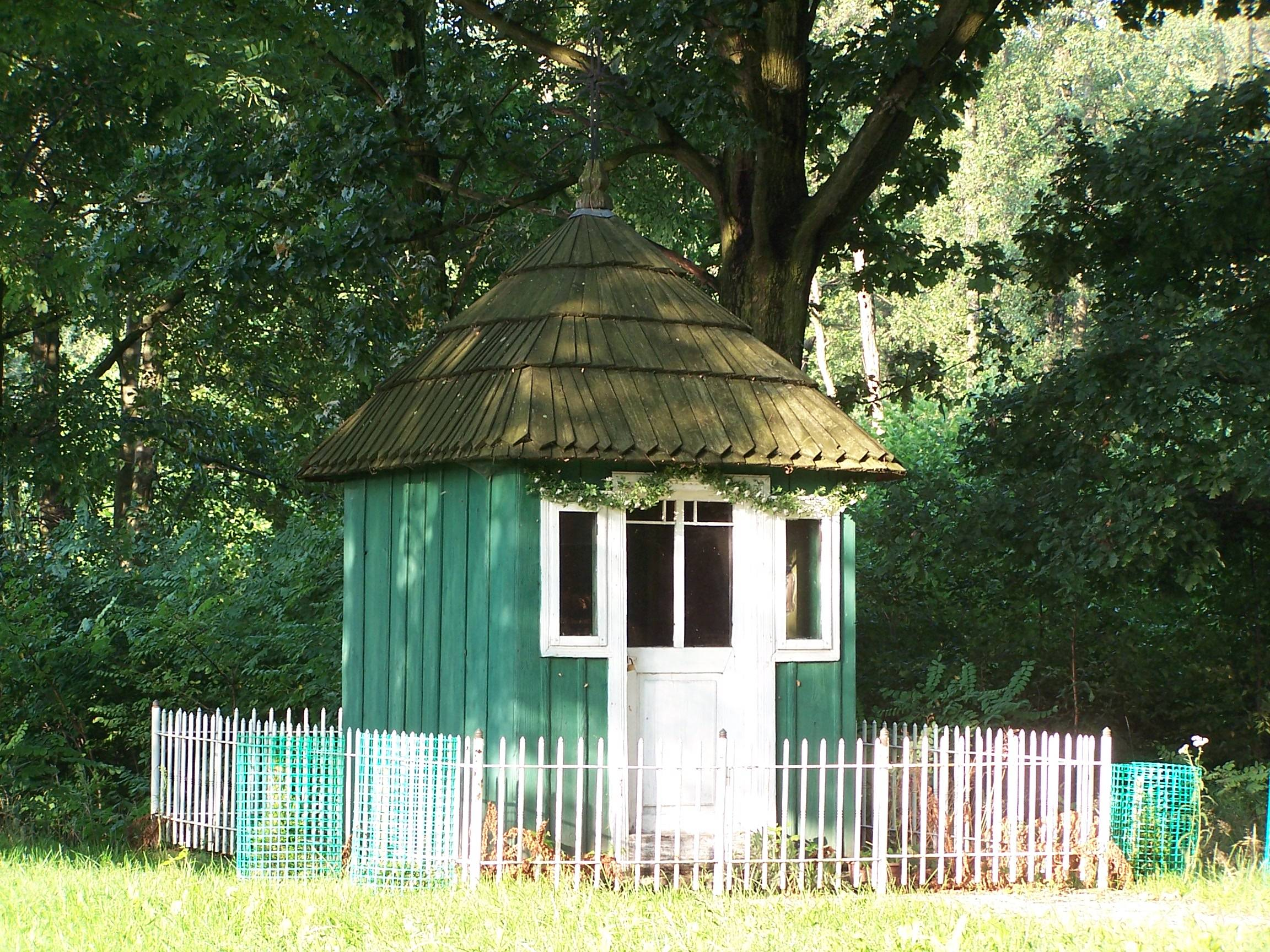
Górno (woj podkarp)-kapliczka domkowa

Górno – wieś w Polsce położona w województwie podkarpackim, w powiecie rzeszowskim, w gminie Sokołów Małopolski.
W latach 1954–1972 wieś należała i była siedzibą władz gromady Górno. W latach 1975–1998 miejscowość administracyjnie należała do województwa rzeszowskiego.
Miejscowość jest siedzibą parafii rzymskokatolickiej pod wezwaniem Ofiarowania Najświętszej Maryi Panny, należącej do dekanatu Sokołów Małopolski, diecezji rzeszowskiej.

## Geografia
Wieś położona jest w centralnej części Kotliny Sandomierskiej, na północnym krańcu Płaskowyżu Kolbuszowskiego, na ubogich, piaszczystych glebach. Występują tu również śródleśne wydmy, obecnie porośnięte lasem. Podstawowymi uprawami w okolicach Górna są: żyto, owies i ziemniaki. Górno otoczone jest przez lasy sosnowe będące częścią Puszczy Sandomierskiej. W ostatnich latach obserwuje się tendencję do stopniowego zalesiania części gruntów rolnych. Przez Górno przepływa potok Trzybnik, w 2005 roku częściowo uregulowany. Okolice potoku porasta ols.

## Części wsi
| SIMC    | Nazwa   | Rodzaj     |
| ------- | ------- | ---------- |
| 0661397 | Dołęga  | przysiółek |
| 0661405 | Meszne  | przysiółek |
| 0661411 | Rękaw   | przysiółek |
| 0661428 | Zaborze | przysiółek |

Nazwy obiektów fizjograficznych:
- las - Kotówka, Moskal, Starówki, Za Rzeką,
- pole - Piaski, Półćwiartek, Sznury, Ugory,
- łąka - Kąty, Porąbka, Rudka.

## Historia
Wieś założona prawdopodobnie już w XVI wieku na karczowanych terenach Puszczy Sandomierskiej. Obecnie liczy ok. 600 numerów domów.
Parafia Matki Bożej Szkaplerznej erygowana została w 1599 roku, obecny kościół według projektu Jana Sas-Zubrzyckiego wybudowano w latach 1911–1913 (neogotycki, pseudobazylika trójnawowa z transeptem i trójbocznie zamkniętym prezbiterium). W centrum wsi znajdują się dwie XIX-wieczne kapliczki domkowe, w znajdującej się bliżej kościoła, krytej gontem, na ścianach obejrzeć można ludowe malowidła z lat 30. XIX wieku przedstawiające zwiastowanie i ofiarowanie w Świątyni.
W latach II wojny światowej na skraju wsi okupant utworzył, powiązany z pobliskim poligonem ćwiczebnym, obóz wypoczynkowy dla żołnierzy Luftwaffe. Po wojnie został on częściowo przystosowany na potrzeby sanatorium przeciwgruźliczego, a częściowo rozebrany. Wraz z założonym w 1991 roku zakładem masarskim "Smak-Eko", SPZZOZ "Sanatorium" im. Jana Pawła II w Górnie jest miejscem pracy znacznej części mieszkańców Górna.

## Kwestia regulacji potoku Trzybnik
Do 2005 roku przepływający przez Górno potok Trzybnik był nieuregulowany. Plany jego regulacji sięgały lat siedemdziesiątych XX w. W dolnym biegu Trzybnik okresowo wylewał, podtapiając okoliczne gospodarstwa. W 2005 roku zaczęto prace przy regulacji potoku, na całej jego długości. Według przeciwników inwestycji działanie takie było niepotrzebne, gdyż potok tylko w swoim dolnym biegu stanowił zagrożenie dla gospodarstw. W biegu górnym i środkowym przepływał przez las tworząc meandry. Utworzona przez niego podmokła dolinka, porośnięta olsem była siedliskiem kilku rzadkich gatunków roślin i płazów. Wątpliwości budził także aspekt prawny - brak zgody wielu mieszkańców na działania na ich działkach. Ostatecznie pogłębiono i wyprostowano koryto potoku, w wielu miejscach przekopując zupełnie nowe, oddalone nawet o 30 metrów od pierwotnego. Takie działanie wywołało oburzenie wielu mieszkańców. Odbył się szereg zebrań dotyczących tej kwestii. Jako że regulacja potoku w roku 2005 była bezprawna, od tego czasu nie poczyniono żadnych działań mających na celu dokończenie regulacji. Poziom wód gruntowych opadł w Górnie o ok. 1,5 - 2m powodując wyschnięcie wielu studni. Nieuregulowany pozostaje bardzo krótki odcinek (ok 300 m) w okolicach źródła Trzybnika.